# Robert F. Sargent
Pour les articles homonymes, voir Sargent.
Robert F. Sargent (26 août 1923 – 8 mai 2012) est un officier marinier américain de la Garde côtière des États-Unis.

## Biographie
Photographe, il est surtout connu pour ses photographies de la Seconde Guerre mondiale, en particulier Into the Jaws of Death, une photographie qu'il a prise des troupes de la Compagnie E du 16e régiment d'infanterie (en) de la 1re division d'infanterie sur Omaha Beach à partir d'une barge de débarquement le jour J (débarquement de Normandie le 6 juin 1944 lors de la Seconde Guerre mondiale).

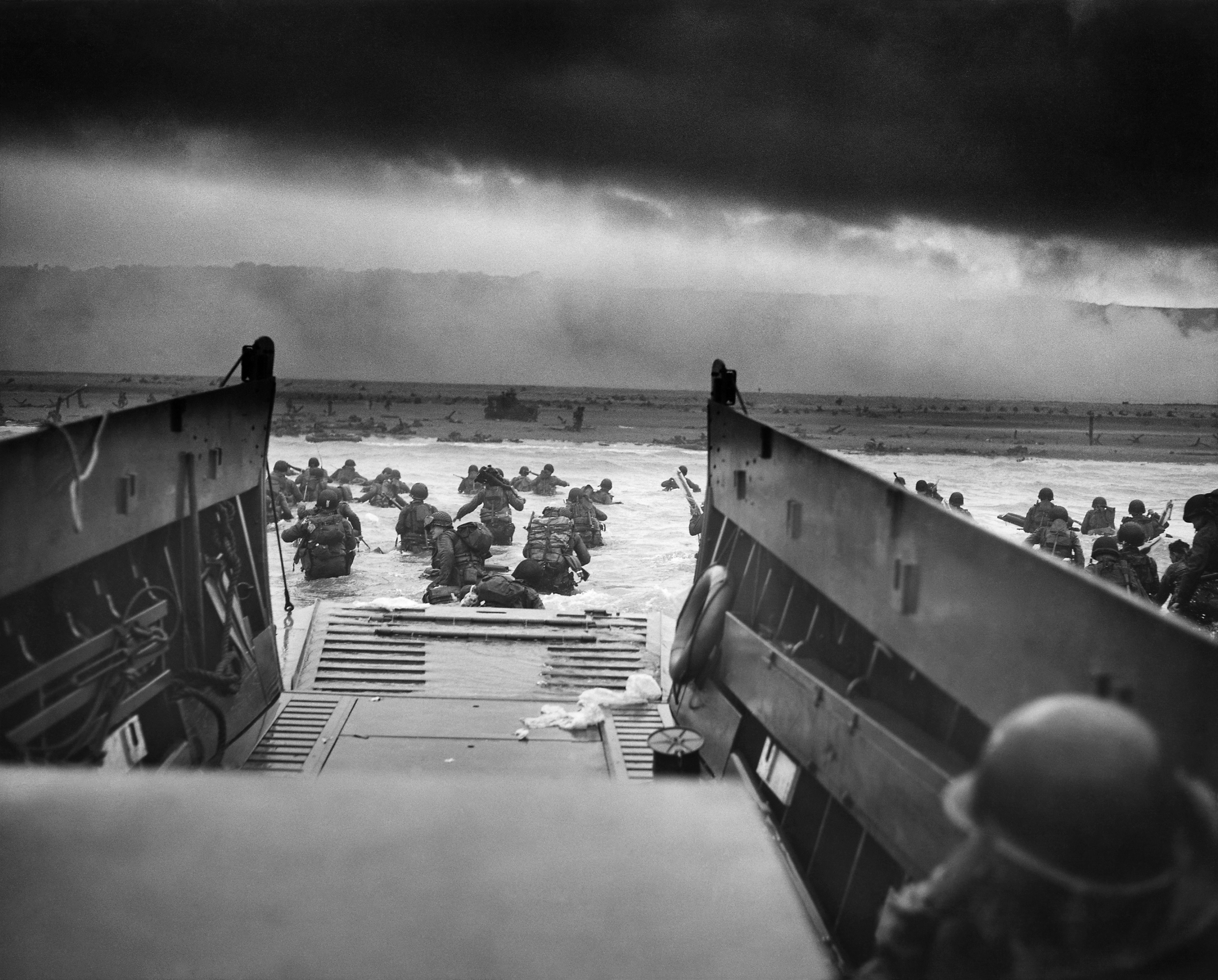
Into the Jaws of Death.

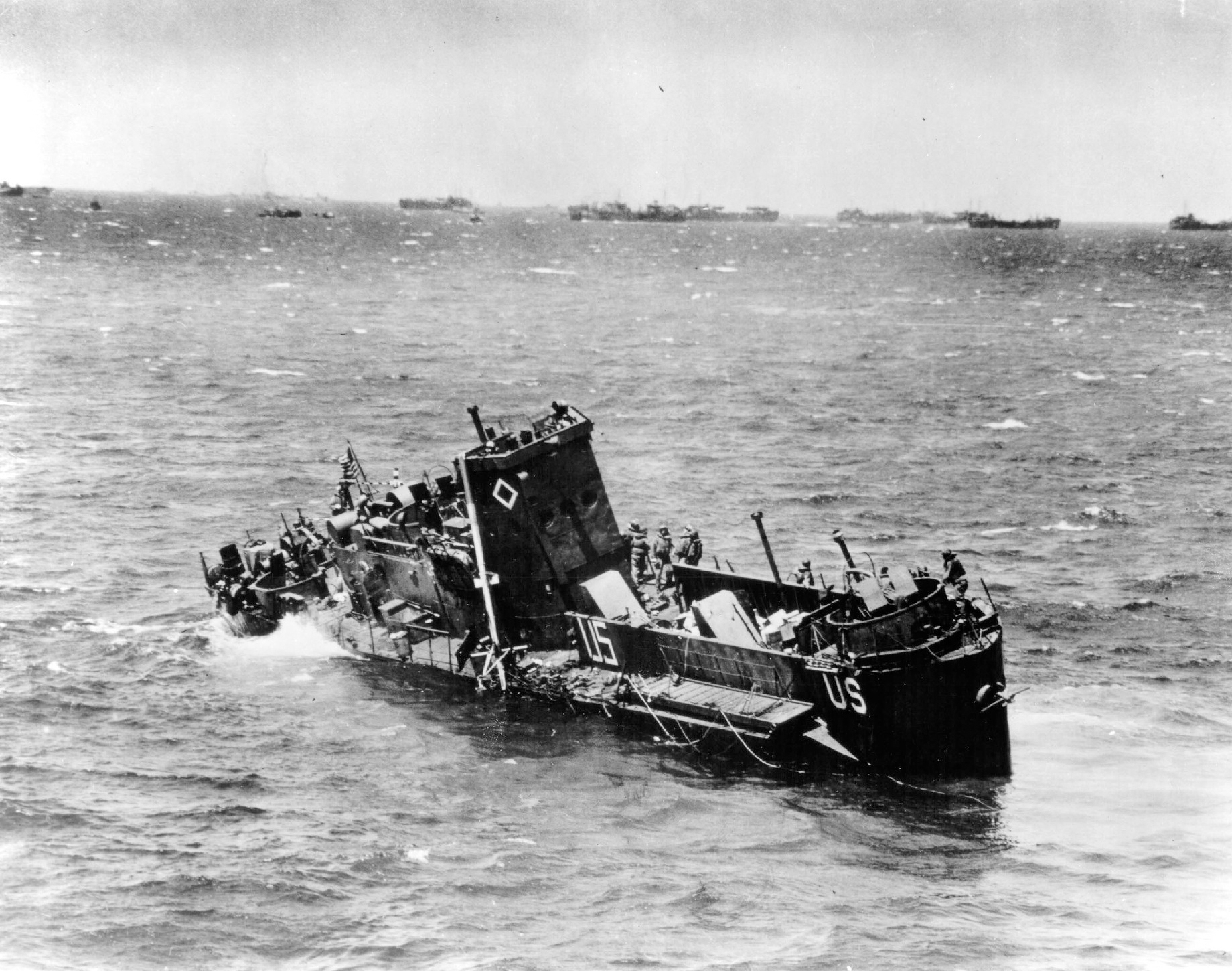
Un LCI(L) de l’USCG sur le point de sombrer, le jour J.